# Bordado Richelieu

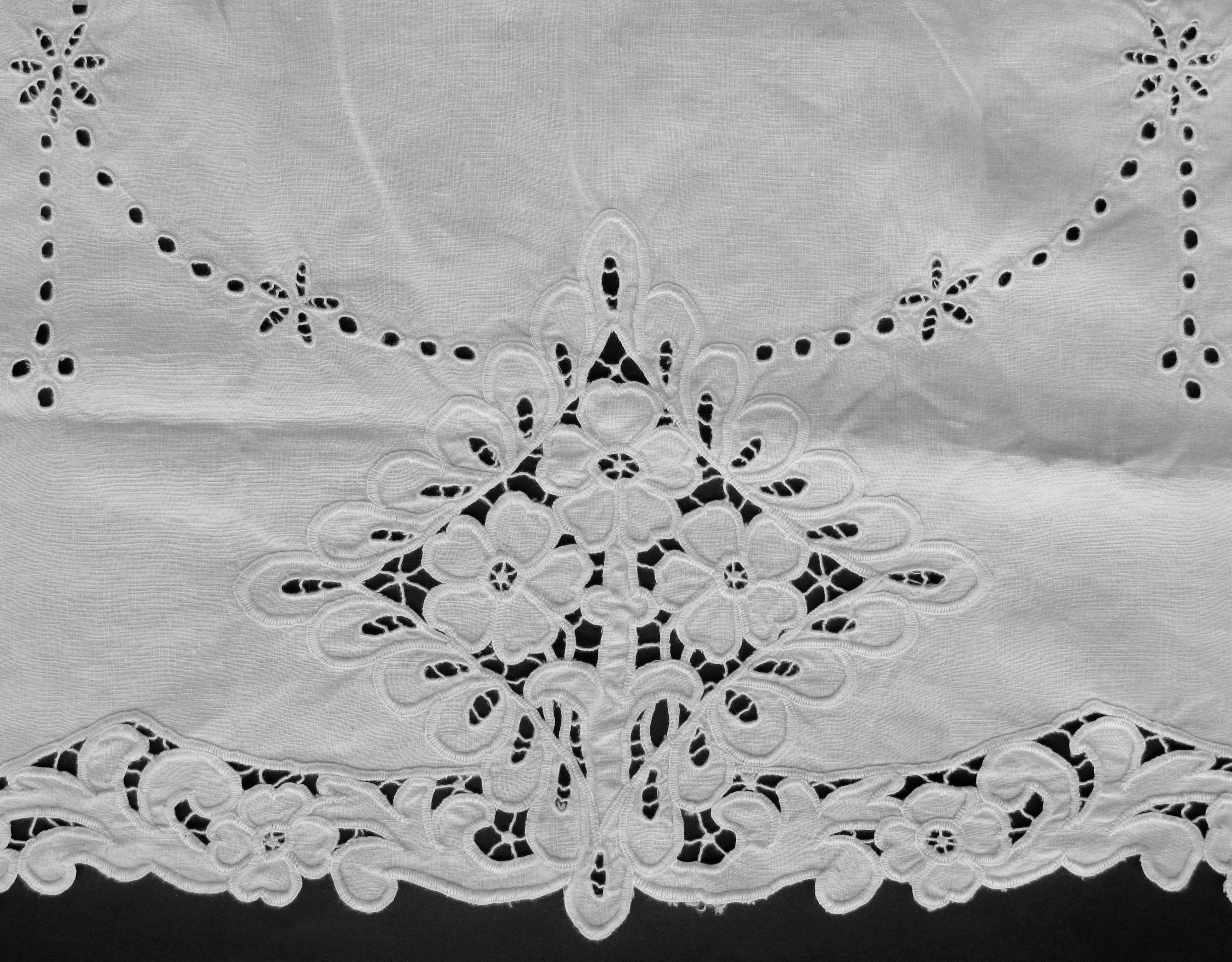
Trabalho de Richelieu geralmente é feito com linha branca sobre tecido branco

Bordado Richelieu é uma técnica de  bordado recortado. O seu nome se deve ao Cardeal Richelieu, o principal ministro de Luís XIII de França. O trabalho de Richelieu inclui pontos de caseado distintos que cruzam as áreas de tecido recortadas. O trabalho é identificado por pequenos laços nas barras do ponto caseado, conhecidas como picots.

## História
Em uma tentativa de construir a economia francesa da época, Richelieu aplicou impostos em todas as importações e trouxe tecelões italianos de renda para a França para ensinar os artesãos locais. Com o tempo, a França se tornou líder na confecção de rendas.